# 赫克托·休·芒罗
赫克托·休·芒罗（英語：Hector Hugh Munro，1870年12月18日—1916年11月14日），笔名沙奇（英語：Saki），是英国小说家，以短篇小說著名，擅長情節反轉，帶有諷刺性，常與欧·亨利、多蘿西·帕克相提並論。
薩基的短篇小說主要集結為這幾本文集：《雷金纳德》（Reginald）、《Reginald in Russia》、《克洛维斯记事》（The Chronicles of Clovis）、《方蛋》（The Square Egg）以及《The French Window》。第一次世界大戰前夕的1913年，他還出版過一本想像德意志帝國佔領英國的長篇小說《When William Came》。
第一次世界大戰爆發，沙奇志願入伍，最終在前線犧牲。